# Prost Grand Prix
Prost Grand Prix var ett franskt formel 1-stall som tävlade i slutet av 1990-talet och början av 2000-talet.

## Historik
Prost Grand Prix startades 1997 av den franske racerföraren och flerfaldige världsmästaren Alain Prost som köpte upp Ligier. Tom Walkinshaw, tidigare stallchef i Ligier försvann till Arrows och tog med sig designern Frank Dernie, som hann avsluta arbetet med Prosts 1997 års bil. Pedro Diniz flyttade också med Walkinshaw till Arrows med sina pengar ifrån Parmalat. Olivier Panis och Shinji Nakano blev nu Prosts förare. Panis gav det nya stallet en succéstart med en tredjeplats i Brasilien och en andraplats i Spaniens. Han låg trea i förar-VM inför deltävlingen i Kanada, där han dock kraschade svårt och missade sedan sju lopp. 
Ersättare blev Jarno Trulli som övertygade så stort att han fick kontrakt för den följande säsongen. Nakano däremot hade en motig säsong och tog bara två poäng och han lämnade stallet efter säsongen. 

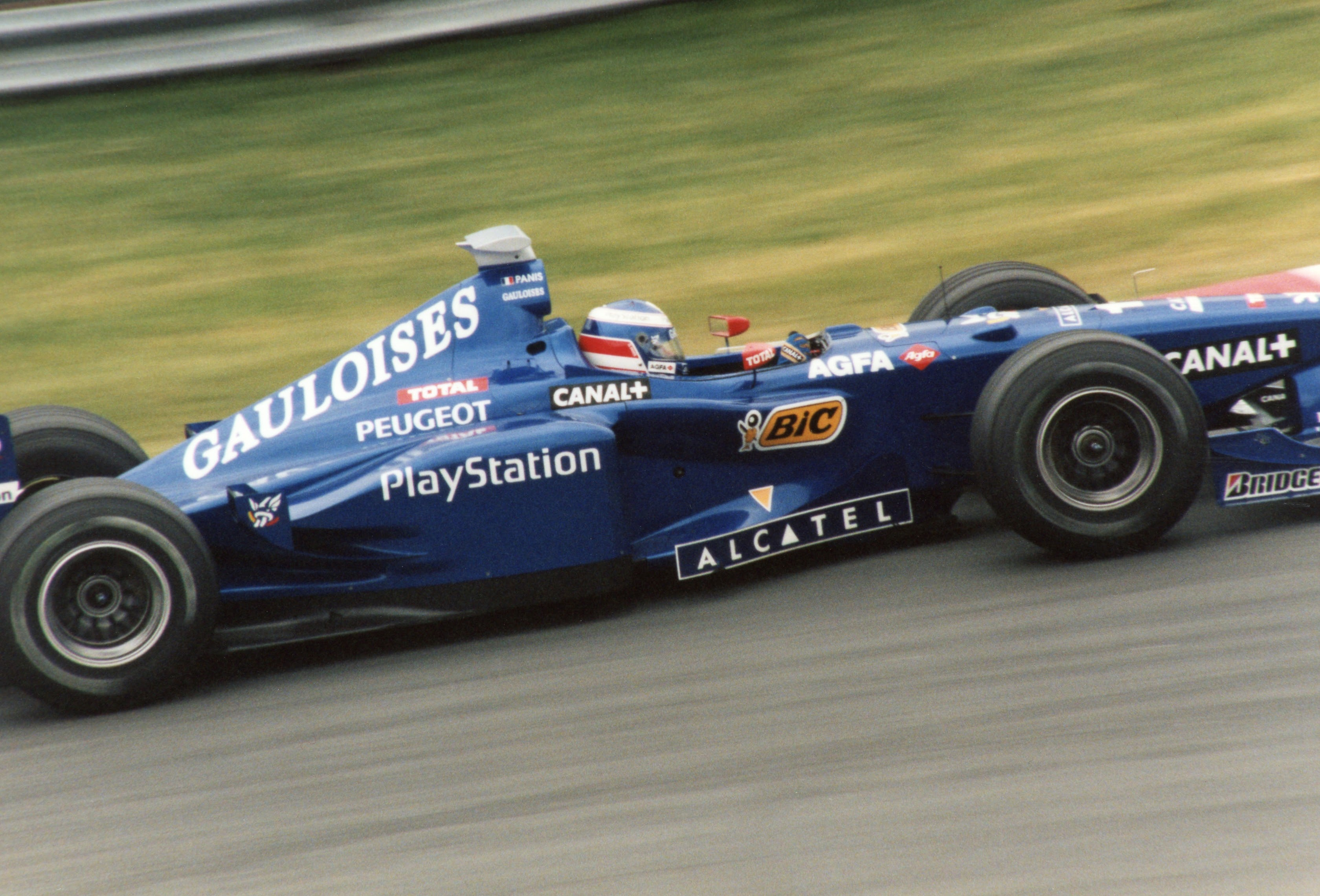
Olivier Panis i en Prost AP01 i.

Säsongen 1998 blev ett fiasko för Prost. Stallet tog bara en poäng genom Trullis sjätteplats i Belgien. Bilen var annars riktigt långsam och hade balansproblem och den tidigare hypersnabbe Panis tog inte en enda poäng. Säsongen därpå gick något bättre, Panis tog en poäng och Trulli tog sju, men Trullis andraplats i Europas Grand Prix 1999 var mycket turlig på grund av det växlande vädret. Båda förarna lämnade stallet efter säsongen. 
Säsongen 2000 kom istället Prosts gamle vän Jean Alesi och Nick Heidfeld. Det rådde inget tvivel om att båda förarna var snabba, men bilen var utan tvekan den sämsta Prostbilen, som inte var anpassad för någonting. 
Heidfeld hade visserligen vunnit i formel 3000 året innan, men många ansåg att anledningen till Prosts beslut att kontraktera honom var att få ett billigt motoravtal med Mercedes inför den kommande säsongen, samtidigt som McLaren fick option på Heidfeld. 
Nu blev det inte så utan Prost tvingades köpa mycket dyra motorer från Ferrari, där Prost och Alesi var stallkamrater 1991. Prost tvingades ändå köpa dem eftersom både motorleverantören Peugeot och sponsoren Gauloises valde att hoppa av. Inför säsongen 2001 började Prost flirta med Pedro Diniz om en förarplats mot pengar från Parmalat, men Diniz nöjde sig med att vara sponsor och avslutade sin karriär. Ett hett tips blev då Pedro de la Rosa, med sponsorpengar ifrån Repsol, men Prost valde istället (under tryck från den nya sponsorn PSN) att istället ge Gastón Mazzacane jobbet. de la Rosa fick nöja sig med att bli testförare för Prost och skrev strax därefter ett förarkontrakt för 2002 med Jaguar. 
PSN:s krav hade varit en sydamerikansk förare och Prost såg möjligheten att skicka de la Rosa till Jaguar tidigare, samtidigt som brasilianen Luciano Burti gick åt motsatt håll. Jaguar tänkte samma tanke och Prost lär ha fått en rejäl summa pengar för att ta emot Burti. 
Mazzacane fick sparken efter bara fyra lopp.  Alesi, som sensationellt tog fyra poäng, skyllde efter tävlingen i Ungern på outbetald lön och lämnade stallet. Han ersattes resten av säsongen av tysken Heinz-Harald Frentzen, som dock inte tog några poäng. Frentzen bästa resultat var en fjärdeplats i kvalificering till Belgiens Grand Prix 2001, där Burti kraschade svårt och därmed missade resten av säsongen. Istället kom tjecken Tomáš Enge med sponsorpengar från Coca Cola in och körde de tre sista racen. Efter säsongen gick Prost Grand Prix gick i konkurs. Det talades om att sälja stallet till en rik schejk i Saudiarabien, men det blev aldrig av, varför stallet dog efter 32 poäng. 

## F1-säsonger
| Säsong | Tävlingsnamn            | Bil        | Motor               | Däck | Poäng | VM-plac. | Förare 1              | Förare 2      | Övriga förare                             |
| ------ | ----------------------- | ---------- | ------------------- | ---- | ----- | -------- | --------------------- | ------------- | ----------------------------------------- |
| 1997   | Prost Gauloises Blondes | Prost JS45 | Mugen Honda 3.0 V10 | B    | 21    | 6:a      | Olivier Panis         | Shinji Nakano | Jarno Trulli                              |
| 1998   | Gauloises Prost Peugeot | Prost AP01 | Peugeot 3.0 V10     | B    | 1     | 9:a      | Olivier Panis         | Jarno Trulli  |                                           |
| 1999   | Gauloises Prost Peugeot | Prost AP02 | Peugeot 3.0 V10     | B    | 9     | 7:a      | Olivier Panis         | Jarno Trulli  |                                           |
| 2000   | Gauloises Prost Peugeot | Prost AP03 | Peugeot 3.0 V10     | B    | 0     | 10:a     | Jean Alesi            | Nick Heidfeld |                                           |
| 2001   | Prost Acer              | Prost AP04 | Acer 3.0 V10        | M    | 4     | 9:a      | Heinz-Harald Frentzen | Tomáš Enge    | Jean Alesi Luciano Burti Gastón Mazzacane |